# Penghua
Penghua (kinesiska: 蓬华) är en köping i sydöstra Kina. Den ligger i Nan'an i staden Quanzhou i provinsen Fujian, omkring 150 kilometer sydväst om provinshuvudstaden Fuzhou. Antalet invånare är 10 929. Befolkningen består av 5 704 kvinnor och 5 225 män. Barn under 15 år utgör 19,0 %, vuxna 15-64 år 65 %, och äldre över 65 år 14,0 %.